# Mikulin AM-37
Mikulin AM-37 byl kapalinou chlazený letecký motor, navržený koncem 30. let. Vedoucím projektu byl Alexandr Alexandrovič Mikulin. Motor byl použit u několika sovětských letadel, včetně MiG-1, MiG-3, MiG-5, Jer-2 a Tu-2.

## Historie
Motor vycházel z motoru Mikulin AM-35. Práce na vývoji motoru AM-35 s posíleným přeplňováním a mezichladičem umístěným za kompresorem začaly z iniciativy továrny v prosinci 1939. Série deseti prototypů byla dokončena v roce 1940 a stolní testy začaly 5. ledna 1941. Motor prošel státními přejímacími zkouškami v dubnu téhož roku a byl schválen pro sériovou výrobu.
Testování v různých letounech však odhalilo jeho nespolehlivost a sklon k přehřívání. Továrna č. 24 v Moskvě vyrobila v roce 1941 pouze dvacet devět motorů AM-37, než byl další vývoj zastaven kvůli postupu Němců k Moskvě. Motor měl problémy s přehříváním. 